# Grupul antipartinic
Grupul antipartinic este numele dat de Nikita Hrușciov membrilor grupului stalinist din Prezidiul Partidului Comunist al Uniunii Sovietice, condus de Viaceslav Molotov, Lazar Kaganovici și Gheorghi Malenkov, care a încercat să-l schimbe din funcția de Prim Secretar al Partidului în mai 1957. "Grupul antipartinic" au obținut un vot favorabil în Prezidiu pentru înlocuirea lui Hrușciov din funcția de conducător al partidului cu Premierul Nikolai Bulganin. Hrușciov, cu sprijinul Ministrului apărării Gheorghi Jukov, a afirmat că numai Comitetul Central al Partidului Comunist al Uniunii Sovietice ar putea să-l înlocuiască din funcție. La sesiunea extraordinară a CC-ului ținută la sfârșitul lunii iunie, Hrușciov a afirmat că oponenții săi sunt un grup antipartinic și a câștigat un vot de încredere, fiind reafirmat în funcție.
El a mai reușit să obțină excluderea lui Molotov, Kaganovici și a lui Malenkov din Secretariat și mai apoi și din Partidul Comunist. În 1958, Bulganin a fost forțat să se retragă, Hrușciov ajungând să dețină ambele funcții: cea de Prim-ministru și cea de Prim Secretar.